# Distrito de Horta-Guinardó
El distrito de Horta-Guinardó es el tercero en extensión de Barcelona, solamente superado por los de Sants-Montjuïc y Sarriá-San Gervasio. Con una superficie de 1.194,70 ha, representa el 11,9 % de la extensión total del municipio. Su población es de 170.249 habitantes (2024). Comprende la mayor parte del territorio que le da nombre el antiguo municipio de San Juan de Horta, parte del de San Martín de Provensals y de San Andrés de Palomar.

Mapa de barrios de Horta-Guinardó

Está situado en el sector nordeste de la ciudad, entre los distritos de Gracia y Nou Barris. Limita al sur con el Ensanche, San Andrés y San Martín y al norte, a través de la sierra de Collserola, con los municipios de San Cugat del Vallés y Sardañola del Vallés.

## División administrativa
Sus unidades territoriales básicas son: El Guinardó, Baix Guinardó, Can Baró, Font d'en Fargas, El Carmelo, La Teixonera, la Clota, Horta, El Valle de Hebrón, Montbau y Sant Genís dels Agudells.
El proceso de ocupación y urbanización del suelo del distrito ha estado muy condicionado por su variada topografía. La existencia de unidades físicas como la sierra de Collserola, el valle de Hebrón o la riera de Horta, ha conducido a una estructura urbana muy diferenciada por sectores. Así, el distrito se encuentra formado por un conjunto heterogéneo de áreas urbanas que se corresponden, a grandes rasgos, con las diferentes unidades físicas.

## Barrios
El distrito de Horta-Guinardó cuenta con  once barrios o unidades territoriales  básicas:
| Código | Nombre del barrio        | Población (2024) | Superficie (ha) | Densidad (hab/ha) |
| ------ | ------------------------ | ---------------- | --------------- | ----------------- |
| 33     | El Baix Guinardó         | 25.563           | 56,00           | 459               |
| 34     | Can Baró                 | 8.969            | 38,40           | 234               |
| 35     | El Guinardó              | 36.176           | 130,80          | 279               |
| 36     | La Font d'en Fargues     | 9.402            | 65,70           | 143               |
| 37     | El Carmelo               | 31.377           | 94,20           | 335               |
| 38     | La Teixonera             | 11.281           | 33,70           | 345               |
| 39     | Sant Genís dels Agudells | 6.828            | 171,60          | 40                |
| 40     | Montbau                  | 5.101            | 204,70          | 25                |
| 41     | El Valle de Hebrón       | 5.687            | 73,60           | 79                |
| 42     | La Clota                 | 590              | 17,80           | 34                |
| 43     | Horta                    | 26.597           | 308,20          | 87                |
| VII    | Horta-Guinardó           | 170.249          | 1.194,70        | 142               |